# Sabrina Ionescu
Sabrina Elaine Ionescu (Walnut Creek, 6 dicembre 1997) è una cestista statunitense di origini rumene, professionista nella WNBA.

## Carriera
È stata selezionata dalle New York Liberty al primo giro del Draft WNBA 2020 come prima scelta assoluta.
Con gli Stati Uniti ha disputato il Campionato mondiale 2022 e il torneo olimpico di Parigi 2024, aggiudicandosi in entrambe le occasioni la medaglia d'oro.

## Statistiche

### College
| Anno      | Squadra      | PG  | PT  | MP   | TC%  | 3P%  | TL%  | RP  | AP  | PRP | SP  | PP   |
| --------- | ------------ | --- | --- | ---- | ---- | ---- | ---- | --- | --- | --- | --- | ---- |
| 2016-2017 | Oregon Ducks | 33  | 33  | 32,9 | 39,0 | 42,0 | 82,5 | 6,6 | 5,5 | 1,3 | 0,2 | 14,6 |
| 2017-2018 | Oregon Ducks | 38  | 38  | 35,6 | 46,8 | 43,8 | 80,5 | 6,7 | 7,8 | 1,7 | 0,3 | 19,7 |
| 2018-2019 | Oregon Ducks | 38  | 38  | 36,0 | 44,3 | 42,9 | 88,3 | 7,4 | 8,2 | 1,3 | 0,3 | 19,9 |
| 2019-2020 | Oregon Ducks | 33  | 33  | 33,7 | 51,8 | 39,2 | 92,1 | 8,6 | 9,1 | 1,5 | 0,3 | 17,5 |
| Carriera  | Carriera     | 142 | 142 | 34,6 | 45,5 | 42,2 | 85,1 | 7,3 | 7,7 | 1,5 | 0,3 | 18,0 |

### WNBA

#### Regular Season
| Anno     | Squadra      | PG  | PT  | MP   | TC%  | 3P%  | TL%  | RP  | AP  | PRP | SP  | PP   |
| -------- | ------------ | --- | --- | ---- | ---- | ---- | ---- | --- | --- | --- | --- | ---- |
| 2020     | N.Y. Liberty | 3   | 3   | 26,7 | 45,2 | 35,0 | 100  | 4,7 | 4,0 | 0,7 | 0,0 | 18,3 |
| 2021     | N.Y. Liberty | 30  | 26  | 30,0 | 37,9 | 32,5 | 91,1 | 5,7 | 6,1 | 0,6 | 0,5 | 11,7 |
| 2022     | N.Y. Liberty | 36  | 36  | 32,3 | 41,1 | 33,3 | 93,1 | 7,1 | 6,3 | 1,1 | 0,3 | 17,4 |
| 2023     | N.Y. Liberty | 36  | 36  | 31,5 | 42,3 | 44,8 | 87,2 | 5,6 | 5,4 | 1,0 | 0,3 | 17,0 |
| 2024†    | N.Y. Liberty | 38  | 38  | 32,1 | 39,4 | 33,3 | 89,8 | 4,4 | 6,2 | 1,0 | 0,3 | 18,2 |
| Carriera | Carriera     | 143 | 139 | 31,4 | 40,5 | 36,4 | 90,6 | 5,6 | 6,0 | 0,9 | 0,3 | 16,3 |

#### Playoffs
| Anno     | Squadra      | PG | PT | MP   | TC%  | 3P%  | TL%  | RP  | AP   | PRP | SP  | PP   |
| -------- | ------------ | -- | -- | ---- | ---- | ---- | ---- | --- | ---- | --- | --- | ---- |
| 2021     | N.Y. Liberty | 1  | 1  | 35,0 | 41,7 | 14,3 | 100  | 5,0 | 11,0 | 1,0 | 0,0 | 14,0 |
| 2022     | N.Y. Liberty | 3  | 3  | 31,0 | 53,1 | 40,0 | 75,0 | 6,0 | 4,3  | 1,0 | 0,3 | 14,3 |
| 2023     | N.Y. Liberty | 10 | 10 | 35,1 | 39,3 | 40,0 | 91,3 | 4,2 | 4,7  | 0,8 | 0,7 | 13,7 |
| 2024†    | N.Y. Liberty | 11 | 11 | 35,5 | 39,6 | 36,3 | 92,0 | 5,3 | 5,3  | 1,6 | 0,5 | 16,9 |
| Carriera | Carriera     | 25 | 25 | 34,8 | 40,9 | 37,2 | 90,9 | 4,9 | 5,2  | 1,2 | 0,5 | 15,2 |

## Palmarès
- Campionato WNBA: 1

New York Liberty:  2024
- Naismith College Player of the Year (2020)
- John R. Wooden Award (2019, 2020)
- Wade Trophy (2019, 2020)
- Nancy Lieberman Award (2018, 2019, 2020)
- Pac-12 Conference Player of the Year (2018, 2019, 2020)
- 2 volte All-WNBA Second Team (2022, 2023, 2024)